# Sumbersoko
Sumbersoko is een bestuurslaag in het regentschap Pati van de provincie Midden-Java, Indonesië. Sumbersoko telt 2934 inwoners (volkstelling 2010).